# Süleyman II
Süleyman II (15 de abril de 1642 – 22 o 23 de junio de 1691) fue el sultán del Imperio Otomano desde 1687 hasta su muerte. Llevado al trono por un motín armado, Süleyman logró reconquistar pequeños territorios y lograr algunas reformas internas para estabilizar y mejorar el imperio. El suyo fue uno de los gobiernos más cortos del imperio. Su hermano Ahmed II lo sucedió en el trono imperial.

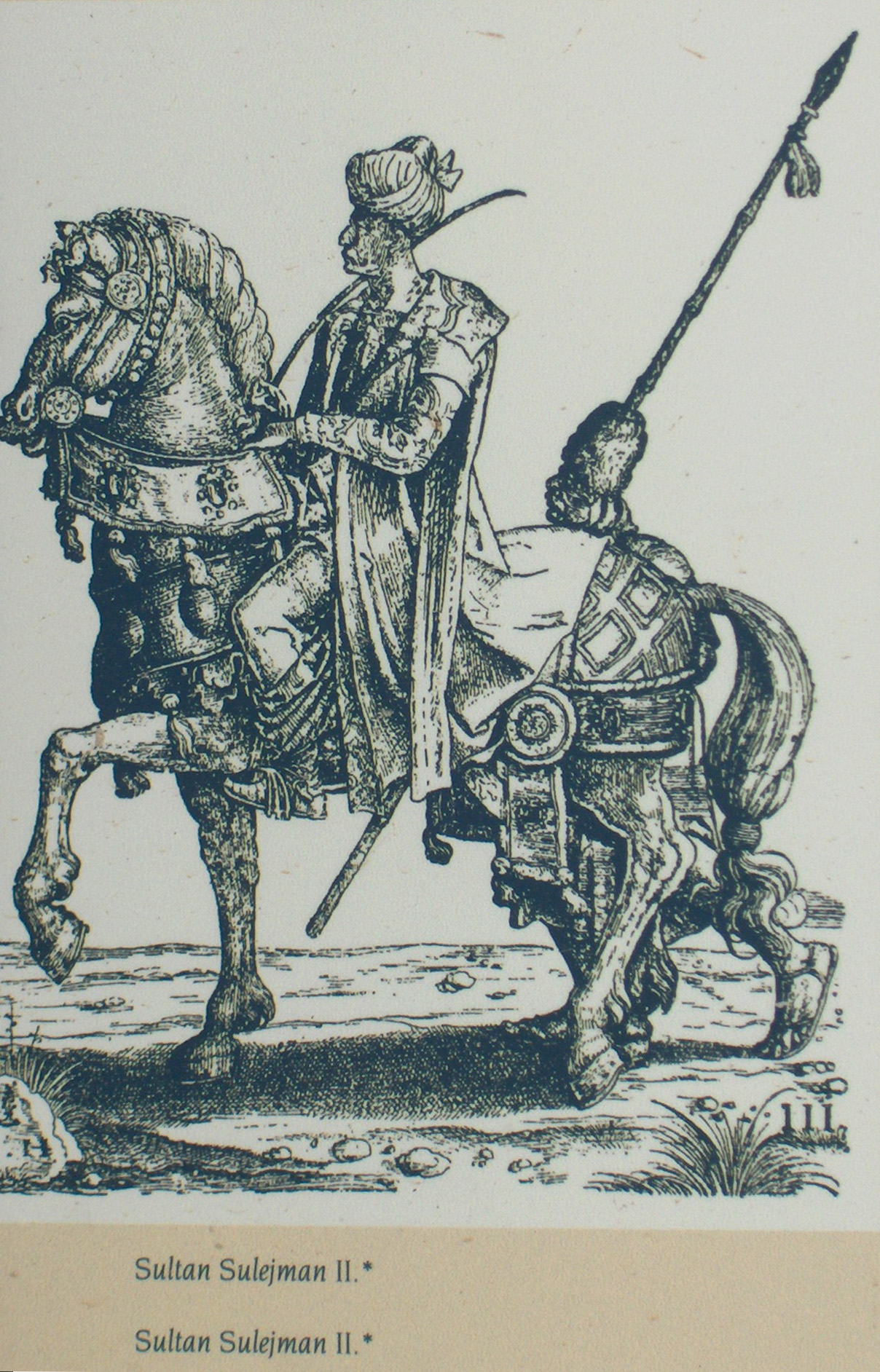
Süleyman II.

## Biografía
Siendo el hermano más joven de Mehmed IV, Süleyman había pasado la mayor parte de su vida en la Altin kafes (la jaula dorada), una especie de lujosa prisión para príncipes de sangre imperial dentro de los confines del Palacio de Topkapi (fue diseñada y establecida para asegurar que nadie pudiera organizar una rebelión). Fue un hombre muy inteligente, sencillo y religioso.
Cuando se le acercaron para proponerle que aceptara el trono otomano tras la muerte de uno de sus hermanos por asesinato en 1687, Süleyman asumió que la delegación había venido con la intención de asesinarlo a su vez y tan sólo con la mayor de las persuasiones pudo ser convencido de que abandonara el palacio para ser ceremoniosamente ceñido con la espada de los Califas.
Apenas capaz de tomar el control de acontecimientos por sí mismo, Süleyman sin embargo realizó una elección digna de elogio designando a uno de los miembros de la ilustre familia de los Köprülü, Fazil Mustafa, como su Gran Visir. Bajo el mando de Köprülü los turcos detuvieron un avance austriaco en Serbia y aplastaron un levantamiento en Bulgaria. Sin embargo, durante una campaña militar para conquistar de nuevo la región oriental de Hungría, Köprülü fue derrotado y muerto por tropas Imperiales austrohúngaras lideradas por Luis Guillermo de Baden en Szlankamen, en 1690.

## Consortes
- Hatice Kadın
- Behzat Kadın
- İvaz Kadın
- Süylün Kadın
- Şehsuvar Kadın
- Zeyneb Kadın

## Muerte
El Sultán Suleiman II murió un año más tarde en Edirne.
| Predecesor: Mehmed IV | Sultán del Imperio otomano 1687 - 1691 | Sucesor: Ahmed II |

- Datos: Q172061
- Multimedia: Suleiman II / Q172061